# 考試之神
考試之神是日本電視台放送網於2007年7月開始播放的日本電視劇。主演為山口達也和成海璃子。此劇是成海自日劇琉璃之島後時隔兩年零三個月再次在同系的日本電視台「週六連續劇」(土曜ドラマ)日劇時段中出任女主角的日劇。此劇為講述一個單親家庭的父子去接受中學入學考試的原創故事（即非改編漫畫或小說等等）。

## 故事簡介
與妻子離婚的一個工作狂梅澤勇為了兒子梅澤廣的中學入學考試而煩惱不已。為了讓兒子考上自己心儀的學校，他找到了號稱「考試之神」的初中生菅原道子，請她做兒子的家庭教師，在眾家長、學生間流傳著，只要有「考試之神」擔任家庭教師，就一定可以考上理想的學校。在補習的過程中，考試之神還挑選了西園寺義嗣、手塚惠美，一同與梅澤廣進行培訓。

## 主要登場人物、演員
梅澤勇（35）（山口達也/TOKIO）
主角。廣的父親。5年前與妻子離婚。一直以來，與廣兩人一起生活。東外物產課長。
菅原道子（14）（成海璃子）
被稱為“考試之神”的初中三年級天才，秉承“中學考試的事情，在讀的中學生最了解”這一信念，能夠幫助自己指導的學生考上理想的初中，是個厲害的家庭教師。其本人自身也是橫掃連續17所初中入學試最高分寶座的得主。在名校就讀，為人冷淡高傲。
梅澤廣（11）（長島弘宜）
擁有強烈正義感熱愛棒球的少年。勇的兒子，原本想要和棒球上的好友們一起考公立中學，六年級時看到周圍所有人都在努力讀書，下定決心要考上棒球很強的私立中學。
西園寺義嗣（11）（森本龍太郎）
廣的同班同學。公嗣和文江的長子。
手塚恵美（11）（小薗江愛理）
廣的同班同學。晋作和由美的女兒。
西園寺公嗣（35）（森崎博之）
義嗣和忠嗣的父親。
西園寺文江（39）（宮地雅子）
義嗣和忠嗣的母親。
松岡浩介（海東健）
勇的下屬
山本真一（黒田勇樹）
西田真理（小川奈那）
和田沙織（石橋杏奈）
西園寺忠嗣（9）（森本慎太郎）
義嗣的弟弟。
中尾和樹（荒井健太郎）
廣的同班同學。
天木茂雄（50）（西村雅彥）
勇的上司・部長。
手塚由美（35）（須藤理彩）
恵美的母親，晋作的妻子。
手塚普作（35）（大倉孝二）
恵美的父親，由美的丈夫。
梅沢信子（65）（八千草薫）

## 主題曲
- TOKIO 「本日、未熟者」

## 製作人員
- 制作著作：日本電視台
- 製作協力：AX-ON
- 出品：西憲彥（日本電視台）・鈴木聰（K Factory）・渡邊浩仁（AX-ON）
- 劇本：福間正浩
- 音樂：池賴廣
- 演出：岩本仁志（日本電視台）・大谷太郎（日本電視台）

## 播放日期、副題、收視率
| 集數       | 播放日期   | 副題       | 收視率 |
| ---------- | ---------- | ---------- | ------ |
| 1          | 2007/07/14 |            | 14.7%  |
| 2          | 2007/07/21 |            | 9.3%   |
| 3          | 2007/07/28 |            | 7.1%   |
| 4          | 2007/08/04 |            | 7.8%   |
| 5          | 2007/08/11 |            | 6.2%   |
| 6          | 2007/08/25 |            | 8.3%   |
| 7          | 2007/09/01 |            | 7.6%   |
| 8          | 2007/09/08 |            | 11.5%  |
| 9          | 2007/09/15 |            | 11.7%  |
| 大結局     | 2007/09/22 |            | 10.3%  |
| 平均收視率 | 平均收視率 | 平均收視率 | 9.5%   |

（上表為日本關東地區的收視、資料來源為Video Research市場調查公司）

## 外部連結
- 考試之神官方網頁（日語）

## 作品的變遷
| 日本日本電視台 週六連續劇             | 日本日本電視台 週六連續劇            | 日本日本電視台 週六連續劇 |
| ------------------------------------- | ------------------------------------ | ------------------------- |
|                                       | 考試之神 （2007.7.14 - 2007.9.22）   |                           |
| 美食偵探王2 （2007.4.14 - 2007.6.23） | 揮棒人生 （2007.10.13 - 2007.12.15） |                           |

| 臺灣JET日本台 超人氣偶像劇 週一至週五 晚間22:00至23:00 | 臺灣JET日本台 超人氣偶像劇 週一至週五 晚間22:00至23:00 | 臺灣JET日本台 超人氣偶像劇 週一至週五 晚間22:00至23:00 |
| ------------------------------------------------------ | ------------------------------------------------------ | ------------------------------------------------------ |
|                                                        | 考試之神 （2009.6.24 - 2009.7.7）                      |                                                        |
| 美人 （2009.6.10 - 2009.6.23）                         | 富家女與窮酸郎 （2009.7.8 - 2009.7.22）                |                                                        |